# Black Hills
Black Hills – pasmo górskie na granicy stanów Dakota Południowa i Wyoming w Stanach Zjednoczonych, wznoszący się na terenie Wielkich Równin. Region ten, z powodu swojego odcięcia od Gór Skalistych ma wiele cech geologicznej anomalii i jest prawdopodobnie pochodzenia wulkanicznego. Uważany był przez Indian północnoamerykańskich za miejsce święte, zwane przez nich Paha Sapa.

## Cechy geograficzne

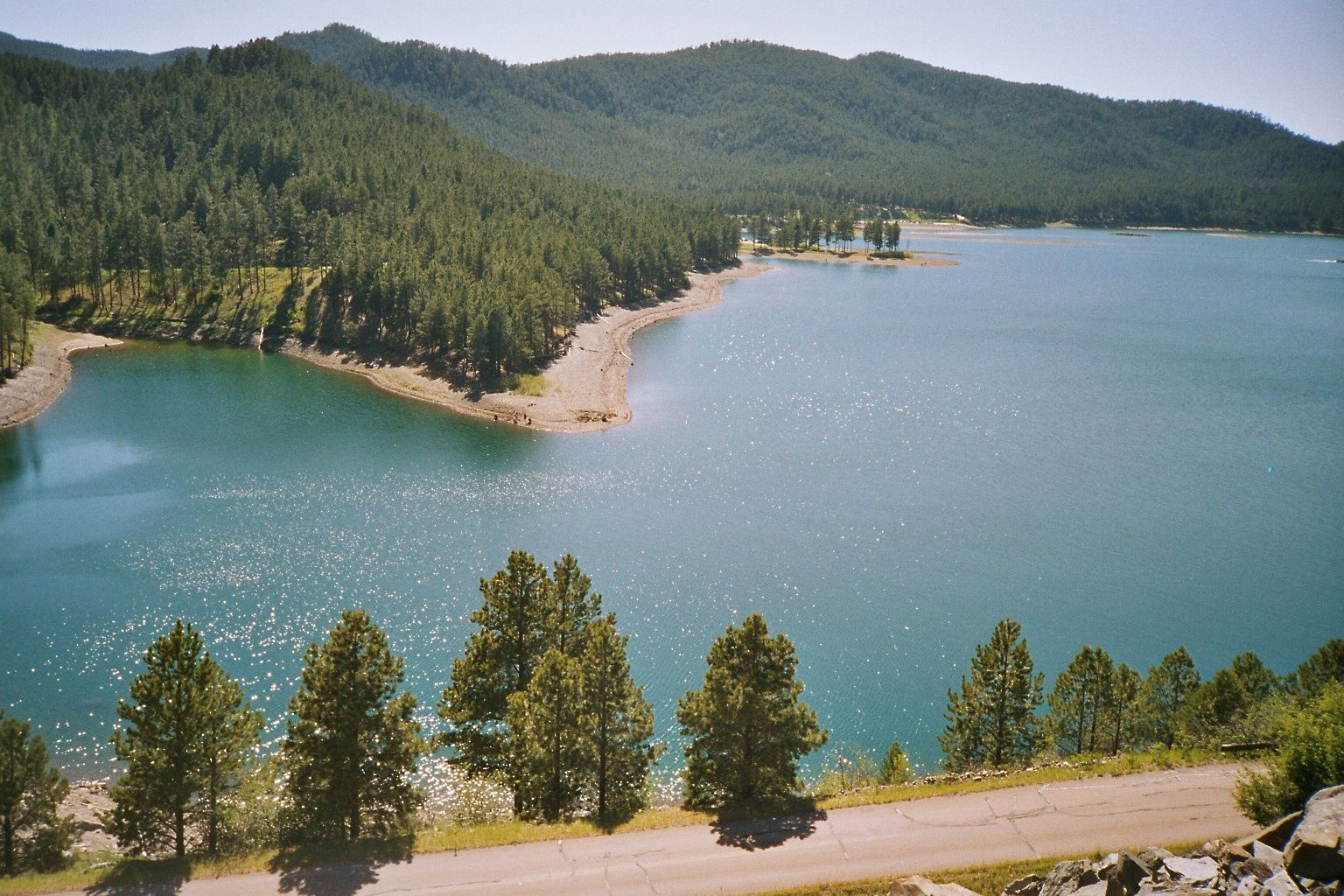
Black Hills – Jezioro Pactola

Góry leżą w zachodniej części Dakoty Południowej i rozciągają się aż do wschodniego Wyomingu.
- Szerokość geograficzna: 43°30' do 45° N
- Długość geograficzna: 103° do 105° W

Pasmo górskie ma długość ok. 201,17 km i szerokość 104,61 km. Pasmo Black Hills zajmuje około 15 500 km². Jest niejako przedłużeniem wychodzących z Gór Skalistych pasm Bighorn i Gór Śnieżnych. Góry wypiętrzają się z wysokości od 760 do 900 m n.p.m., a najwyższym szczytem jest Harney Peak w Dakocie Południowej (2207 m). Wydobywano tam złoto, ołów, węgiel, sól oraz ropę naftową.

## Atrakcje turystyczne

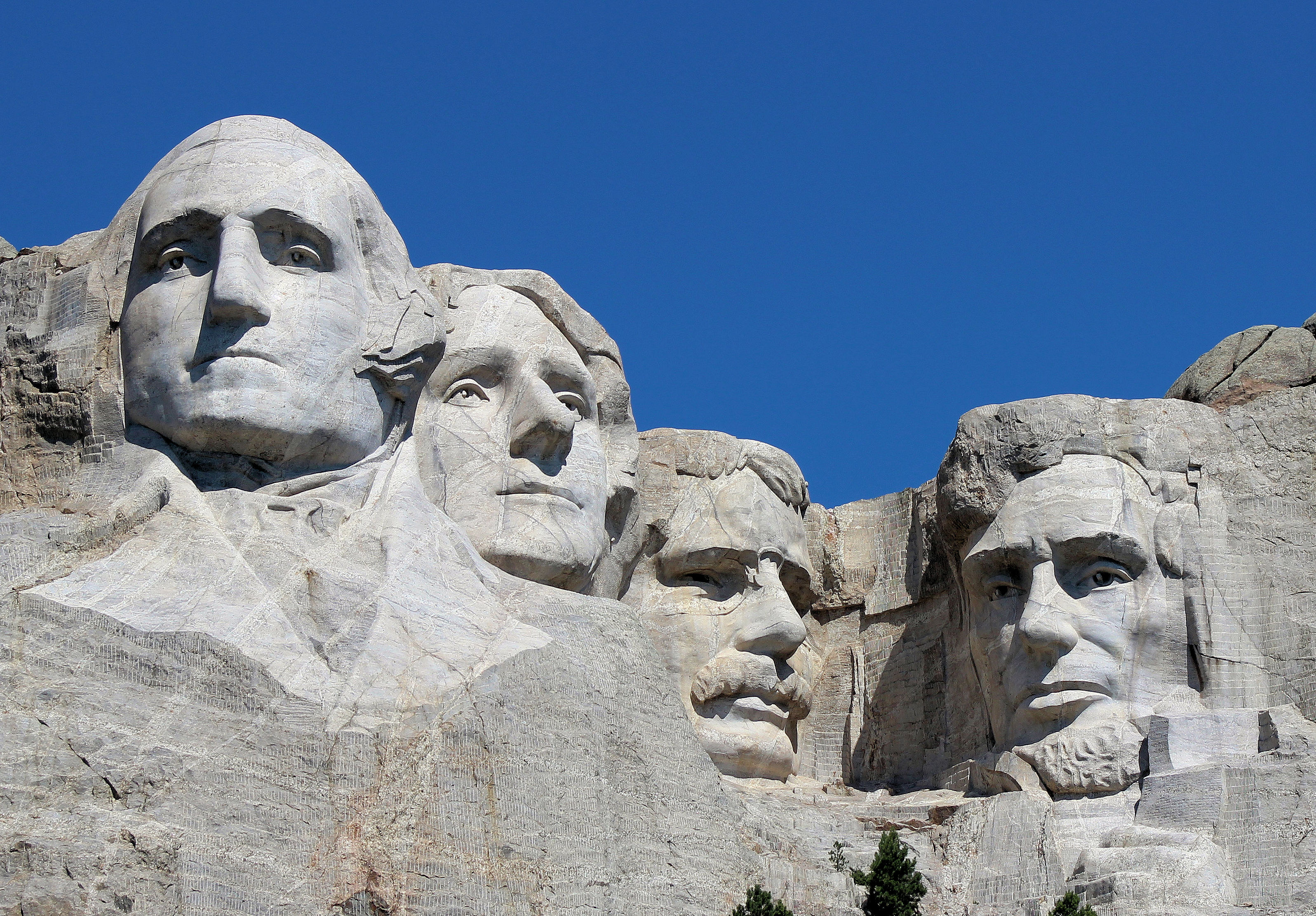
Mount Rushmore

Najbardziej znaną atrakcją turystyczną jest Mount Rushmore, czyli wykute w skale głowy czterech prezydentów Stanów Zjednoczonych. Podobny projekt, jednak dużo większy to niedokończony Pomnik Szalonego Konia, dłuta amerykańskiego rzeźbiarza polskiego pochodzenia – Korczaka Ziółkowskiego. Oba projekty wzbudzają pewne kontrowersje – część bardziej tradycyjnych Dakotów uważa, że profanują one ich święte góry, wypaczają historię i uwłaczają pamięci bohaterów plemienia, pozostali Indianie nie mają jednak nic przeciwko wykorzystywaniu możliwości ekonomicznych i edukacyjnych, które stwarza istnienie obu centrów turystycznych.
Miasto Deadwood było pierwszą osadą poszukiwaczy złota i jest miejscem, gdzie kręcono serial telewizyjny o tej samej nazwie dla telewizji HBO.

## Spór o święte miejsce Indian

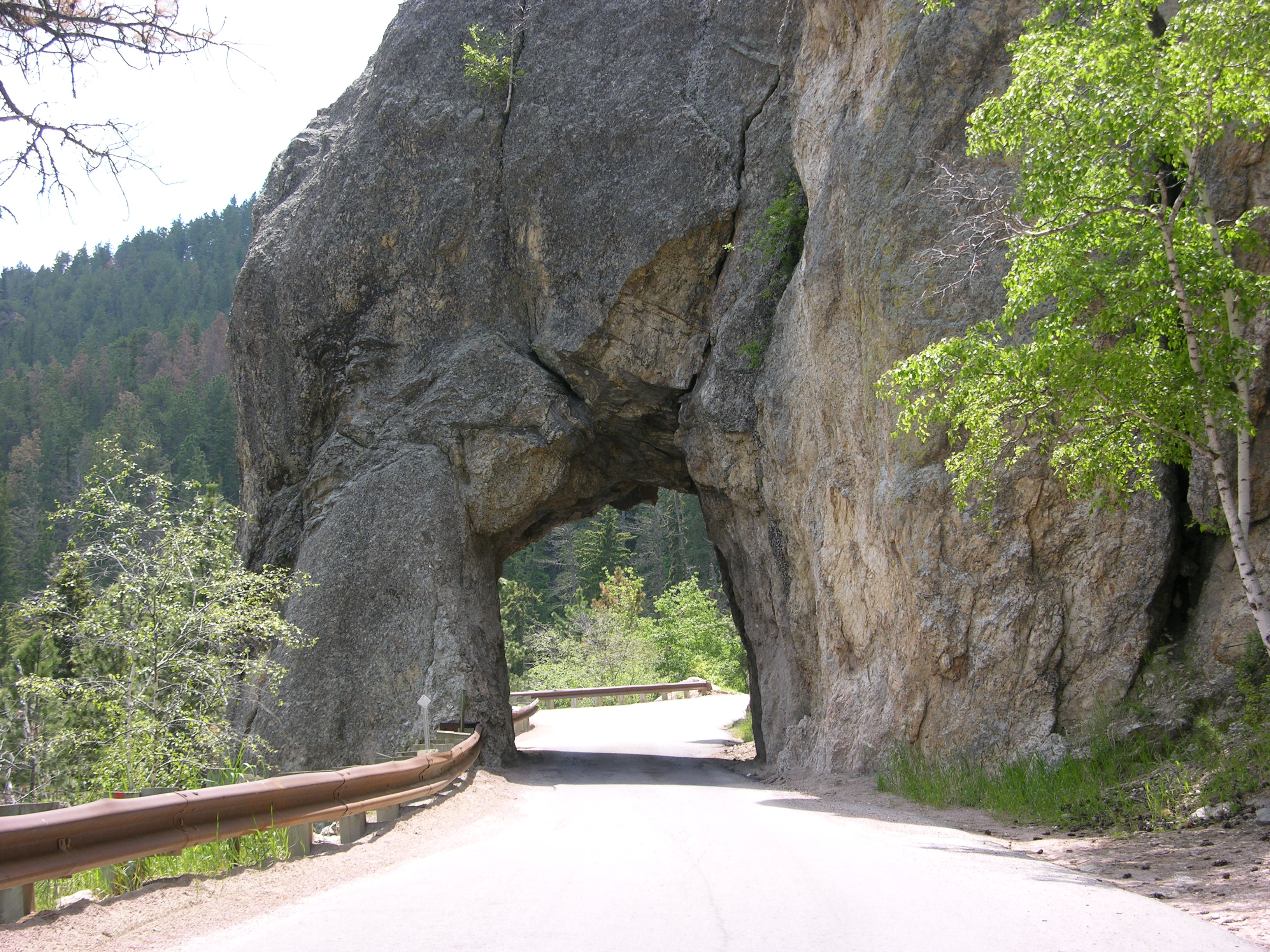
Tunel drogowy na trasie do Iron Mountain

Black Hills (Paha Sapa) to jedne ze świętych gór Indian Ameryki Północnej, szczególne w ich kulturze miejsce święte wykorzystywane jako obszar tradycyjnych pielgrzymek, modlitw, ceremonii, poszukiwania wizji i składania ofiar przez Indian z wielu okolicznych plemion od czasów przed europejską kolonizacją Ameryki Północnej do dziś. Szczególny stosunek tradycyjnych Indian do Ziemi, w tym do Black Hills traktowanych jako jedno ze świętych miejsc północnoamerykańskich Indian, bywa źródłem konfliktów z innymi użytkownikami gór, które ochronie podlegają tylko częściowo i nie zawsze z uwzględnieniem interesów tubylczych Amerykanów.
Pomimo zagwarantowania przez rząd Stanów Zjednoczonych prawa Siuksów do Black Hills traktatami w Fort Laramie z lat 1851 i 1868 oraz wojen Indian Wielkich Równin w obronie ziem plemiennych w latach 60. i 70. XIX wieku, Góry Czarne stały się stopniowo obszarem amerykańskiego osadnictwa i eksploatacji przemysłowej, a ostatnio także - masowej turystyki. Zdaniem hołdujących tradycji Indian nie tylko gwałci to prawa własności Siuksów, ale także narusza ich prawa do wolności praktyk religijnych oraz świętość całych Gór Czarnych i znajdujących się w nich tubylczych sanktuariów (Bear Butte, Inyan Kara, czy Wind Cave).
Wyroki sądów amerykańskich z lat osiemdziesiątych XX wieku potwierdziły historyczne prawa sześciu plemion Siuksów do Black Hills i przyznały im wielomilionowe odszkodowania, jednak Siuksowie odmawiają ich przyjęcia (zgodnie z głoszonym przez nich hasłem „Black Hills nie są na sprzedaż!”). Domagają się zwrotu przynajmniej części Black Hills w naturze (na mocy ustawy Kongresu) i większego udziału w zarządzaniu terenami publicznymi położonymi w górach, do których nadal wielu z nich pielgrzymuje w celach religijnych.